# Gestalt Pattern Matching
Gestalt Pattern Matching, auch Ratcliff/Obershelp Pattern Recognition, ist ein String-Matching-Algorithmus zur Bestimmung der Ähnlichkeit zweier Zeichenketten. Er wurde 1983 von John W. Ratcliff und John A. Obershelp entwickelt und im Juli 1988 im Dr. Dobb’s Journal veröffentlicht.

## Algorithmus
Die Ähnlichkeit zweier Zeichenketten {\displaystyle S_{1}} und {\displaystyle S_{2}} wird dadurch bestimmt, dass die doppelte Anzahl der übereinstimmenden Zeichen {\displaystyle K_{m}} durch die Gesamtzahl aller Zeichen beider Zeichenketten dividiert wird. Als übereinstimmende Zeichen werden die in der längsten zusammenhängend übereinstimmenden Untersequenz angesehen plus rekursiv die Anzahl der übereinstimmenden Zeichen in den nicht übereinstimmenden Bereichen auf beiden Seiten dieser längsten gemeinsamen Untersequenz:
{\displaystyle D_{ro}={\frac {2K_{m}}{|S_{1}|+|S_{2}|}}}
wobei das Ähnlichkeitsmaß einen Wert zwischen null und eins annehmen kann:
{\displaystyle 0\leq D_{ro}\leq 1}
Der Wert 1 steht dabei für vollständige Übereinstimmung, der Wert 0 dagegen für keinerlei Übereinstimmung, es gibt dann nicht einmal einen gemeinsamen Buchstaben.

### Beispiel
| S1 | W | I | K | I | M | E | D | I | A |
| S2 | W | I | K | I | M | A | N | I | A |
| -- | - | - | - | - | - | - | - | - | - |

Die längste übereinstimmende Untersequenz ist WIKIM (dunkelgrau) mit 5 Zeichen. Links davon ist keine weitere Untersequenz. Die rechte nicht übereinstimmende Subsequenz  EDIA bzw. ANIA haben wieder eine übereinstimmende Subsequenz IA (hellgrau) mit der Länge 2.
Das Ähnlichkeitsmaß bestimmt sich damit zu:
{\displaystyle {\frac {2K_{m}}{|S_{1}|+|S_{2}|}}={\frac {2\cdot (|{\text{''WIKIM''}}|+|{\text{''IA''}}|)}{|S_{1}|+|S_{2}|}}={\frac {2\cdot (5+2)}{9+9}}={\frac {14}{18}}=0.{\overline {7}}}

## Eigenschaften

### Komplexität
Die Laufzeit des Algorithmus ist in O{\displaystyle (n^{3})} im schlechtesten Fall und {\displaystyle O(n^{2})} im Mittel. Durch Änderung des Verfahrens lässt sich die Laufzeit jedoch deutlich verbessern.

### Kommutativgesetz
Es lässt sich zeigen, dass Gestalt-Pattern-Matching-Algorithmus nicht kommutativ ist:
{\displaystyle D_{ro}(S_{1},S_{2})\neq D_{ro}(S_{2},S_{1}).}
Beispiel
Für die beiden Zeichenketten
{\displaystyle S_{1}={\text{GESTALT PATTERN MATCHING}}}
und
{\displaystyle S_{2}={\text{GESTALT-THEORIE}}}
ergibt sich für
{\displaystyle D_{ro}(S_{1},S_{2})} ein Maß von {\displaystyle {\frac {22}{39}}} mit den Teilstrings GESTALT, T, E, R, I und für
{\displaystyle D_{ro}(S_{2},S_{1})} ein Maß von {\displaystyle {\frac {20}{39}}} mit den Teilstrings GESTALT, T, H, I.

## Anwendungsbereiche
Der Algorithmus wurde zur Grundlage der difflib-Bibliothek in Python, welche mit der Version 2.1 eingeführt wurde. Aufgrund des ungünstigen Laufzeitverhaltens des Ähnlichkeitsmaßes wurden drei Methoden implementiert, von denen zwei eine obere Schranke in einer schnelleren Laufzeit zurückgeben können. Die schnellste Variante vergleicht lediglich die Länge der beiden Teilstrings:
{\displaystyle D_{rqr}={\frac {2\cdot \min(|S1|,|S2|)}{|S1|+|S2|}}},
```
# Drqr Implementierung in Python

def
 
real_quick_ratio
(
s1
:
 
str
,
 
s2
:
 
str
)
 
->
 
float
:

    
"""Return an upper bound on ratio() very quickly."""

    
l1
,
 
l2
 
=
 
len
(
s1
),
 
len
(
s2
)

    
length
 
=
 
l1
 
+
 
l2

    
if
 
not
 
length
:

        
return
 
1.0

    
return
 
2.0
 
*
 
min
(
l1
,
 
l2
)
 
/
 
length

```

Die zweite obere Schranke setzt die doppelte Summe aller verwendeten Zeichen aus {\displaystyle S_{1}}, die in {\displaystyle S_{2}} vorkommen, ins Verhältnis zur Länge beider Zeichenketten. Die Zeichenfolgen bleiben dabei unberücksichtigt.
{\displaystyle D_{qr}={\frac {2\cdot {\big |}\{\!\vert S1\vert \!\}\cap \{\!\vert S2\vert \!\}{\big |}}{|S1|+|S2|}}},
```
# Dqr Implementierung in Python

def
 
quick_ratio
(
s1
:
 
str
,
 
s2
:
 
str
)
 
->
 
float
:

    
"""Return an upper bound on ratio() relatively quickly."""

    
length
 
=
 
len
(
s1
)
 
+
 
len
(
s2
)

    
if
 
not
 
length
:

        
return
 
1.0

    
intersect
 
=
 
collections
.
Counter
(
s1
)
 
&
 
collections
.
Counter
(
s2
)

    
matches
 
=
 
sum
(
intersect
.
values
())

    
return
 
2.0
 
*
 
matches
 
/
 
length

```

Trivialerweise gelten:
{\displaystyle 0\leq D_{ro}\leq D_{qr}\leq D_{rqr}\leq 1} und
{\displaystyle 0\leq K_{m}\leq |\{\!\vert S1\vert \!\}\cap \{\!\vert S2\vert \!\}{\big |}\leq \min(|S1|,|S2|)\leq {\frac {|S1|+|S2|}{2}}}.

### Komplexität
Die Laufzeit dieser speziellen Python-Implementierung ist {\displaystyle O(n^{2})} im schlechtesten Fall und {\displaystyle O(n)} im besten Fall.

## Belege
1. 1 2 3 4 5  difflib — Helpers for computing deltas in der Python-Dokumentation
2. 1 2 3  National Institute of Standards and Technology Ratcliff/Obershelp pattern recognition
3. ↑  Ilya Ilyankou: Comparison of Jaro-Winkler and Ratcliff/Obershelp algorithms in spell check, May 2014 (PDF; 1,3 MB)
4. ↑  How does Pythons SequenceMatcher work? auf stackoverflow.com
5. ↑  Entlehnt aus Python 3.7.0, difflib.py Zeilen 38–41 und 676–686